# Tarta ice box
La tarta Ice Box es un postre que consiste en zumo de limón, huevos, y leche condensada en una corteza de pastel, a menudo hecha de galletas y mantequilla. Su preparación es muy similar a la tarta de limón key, con el zumo de limón reemplazando en la recete por jugo de limón.
Otra versión es hecha con limonada congelada, con leche dulce condensada, y crema batida.
Esto a menudo lo hace ser de un color amarillo debido al limón y los huevos e iluminado por la leche condensada.